# Haworthiopsis venosa
Haworthiopsis venosa, coneguda abans com Haworthia venosa és una espècie del gènere Haworthiopsis que pertany a la subfamília de les asfodelòidies i és nativa a Namíbia i a Sud-àfrica. Es troba en una àmplia zona, des del Karoo interior i Namíbia fins al sud i fins a la part nord de la vall del riu Breede. Aquí hi creix en vessants rocosos.
És una planta suculenta perennifòlia que forma estores i pot arribar a fer entre 8 i 60 cm d'alçada. Les rosetes no tenen tiges de 12 a 15 fulles carnoses, triangulars, lanceolades i de color verd fosc presenten algunes línies de color verd pàl·lid al llarg de la part superior i amb petites dents al llarg dels marges.
Haworthiopsis venosa és una planta suculenta perennifòlia que forma estores i pot arribar a fer entre 8 i 60 cm d'alçada. Les rosetes no tenen tiges de 12 a 15 fulles carnoses, triangulars, lanceolades i de color verd fosc presenten algunes línies de color verd pàl·lid al llarg de la part superior i amb petites dents al llarg dels marges.
A la primavera (de novembre a desembre) té tiges de 15 cm de llargada de flors tubulars de color verd blanc en raïms.

## Taxonomia
Haworthia venosa va ser descrita per Adrian Hardy Haworth i reubicada a Haworthiopsis com a Haworthiopsis tessellata per G.D.Rowley el 2013.
Etimologia
Haworthiopsis: La terminació -opsis deriva del grec ὀψις (opsis), que significa 'aparença', 'semblant' per la qual cosa, Haworthiopsis significa "com a Haworthia", i que honora al botànic britànic Adrian Hardy Haworth (1767-1833).
venosa: epítet llatí que significa "venosa".
Sinonímia
- Aloe venosa Lam., Encycl. 1: 89 (1783). (Basiònim/Sinònim substituït)
- Haworthia venosa (Lam.) Haw., Saxifrag. Enum. 2: 44 (1821).
- Catevala venosa (Lam.) Kuntze, Revis. Gen. Pl. 2: 707 (1891).[6]